# Роазон Парк
«Роазо́н Парк» (фр. Roazhon Park), до 2015 года — «Рут де Лорьян» (фр. Stade de la route de Lorient) — стадион футбольного клуба «Ренн» с 1912 года. Вместимость арены составляет 29 778 зрителей. Является одним из наиболее современных футбольных стадионов Франции.

## История
«Рут де Лорьян» был торжественно открыт 15 сентября 1912 года в городе Ренн, Франция. Стадион принадлежит администрации города, несмотря на то, что уже около 100 лет является домашней ареной футбольного клуба «Ренн». На арене неоднократно проводились реконструкции, одна из них закончилась в 2004 году. Все трибуны стадиона были увеличены и отремонтированы, что ощутимо увеличило вместимость арены практически до 30 000 зрителей.
Первый сезон (2015/16) после ребрендинга стадиона «Ренн» начал на арене, перекрашенной в цвета клуба — красный и черный.

## Название
Название стадиона «Рут де Лорьян», расположенного по адресу улица де Лорьян, 111, которое переводится как «Стадион дороги в Лорьян», в течение ряда лет являлось предметом различных дискуссий, начиная с 1980-х годов. Первые попытки изменения названия стадиона возникли в 2008 году, когда стало известно, что Ренн может принять матчи Евро-2016. Общей идеей этих попыток была необходимость ассоциировать клуб, стадион и регион, который они представляют.
В сентябре 2012 года президент «Ренна» Фредерик де Сент-Серне предлагал переименовать стадион в «Стад де Бретань». А в январе 2015 года уже нынешний президент Рене Руелло вновь поднял вопрос о ребрендинге стадиона. На референдуме, проведенном клубом, было выбрано новое название арены, результаты которого были оглашены 12 июня 2015 года — «Рут де Лорьян» переименован в «Роазон Парк» (Roazhon означает Ренн на бретонском языке). За это название проголосовало более 70 % людей, участвовавших в проведенном референдуме, другим вариантом был «Stade des Hermines», или «Стадион Горностаев».